# Trợ lý trọng tài video

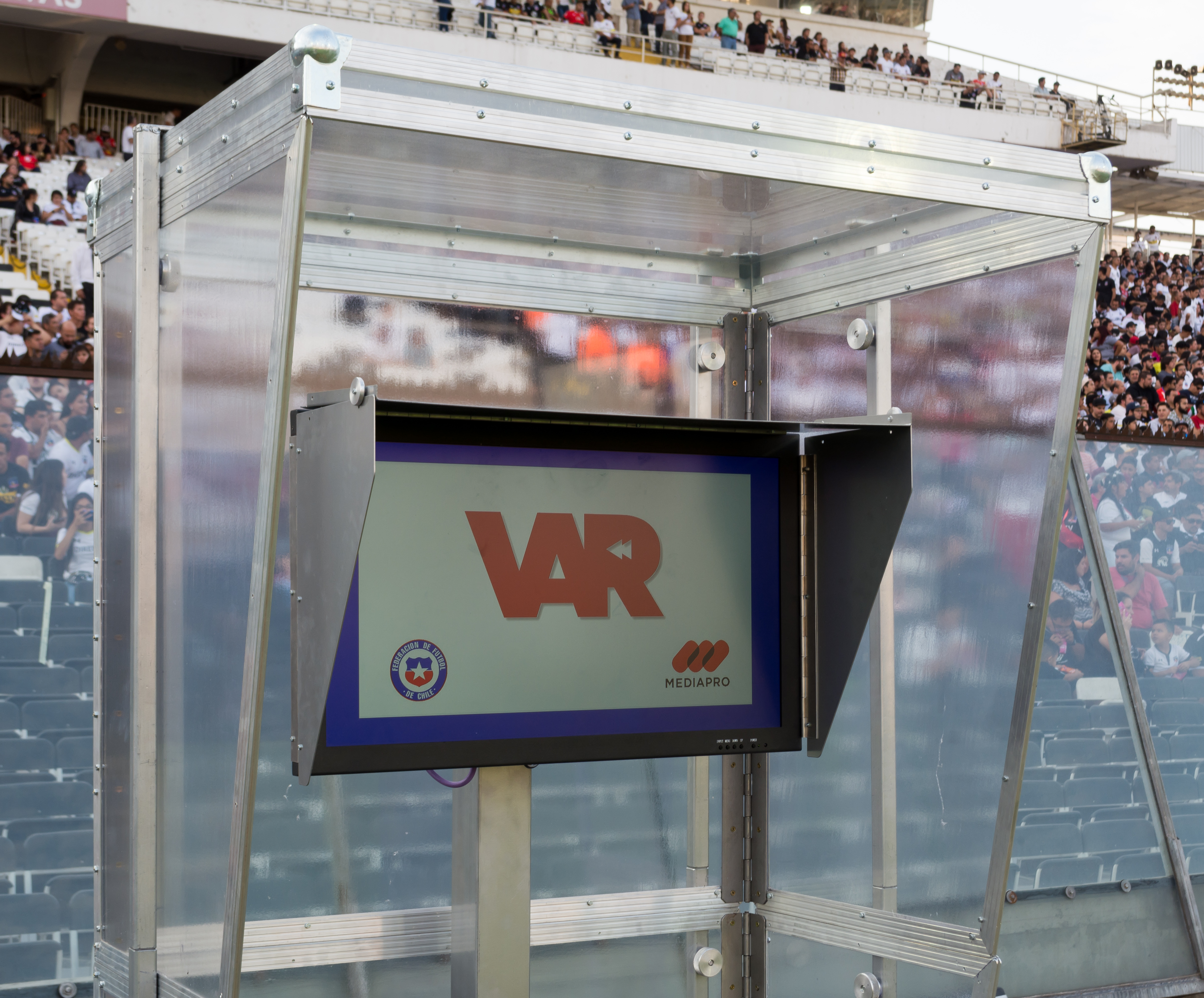
Màn hình VAR tại Sân vận động Monumental David Arellano

Biểu tượng VAR xuất hiện trên màn hình trong quá trình xem xét

Trợ lý trọng tài video (tiếng Anh: Video assistant referee; viết tắt là VAR) là một trợ lý trọng tài trong bóng đá hỗ trợ trọng tài chính trong việc xem xét lại các quyết định bằng cách sử dụng các đoạn video quay chậm trận đấu và đưa ra tư vấn cho trọng tài chính. 
Vào tháng 3 năm 2018, VAR được viết vào Luật bóng đá bởi Ủy ban Bóng đá Quốc tế (IFAB) sau các thử nghiệm ở một số giải đấu lớn.

## Thủ tục

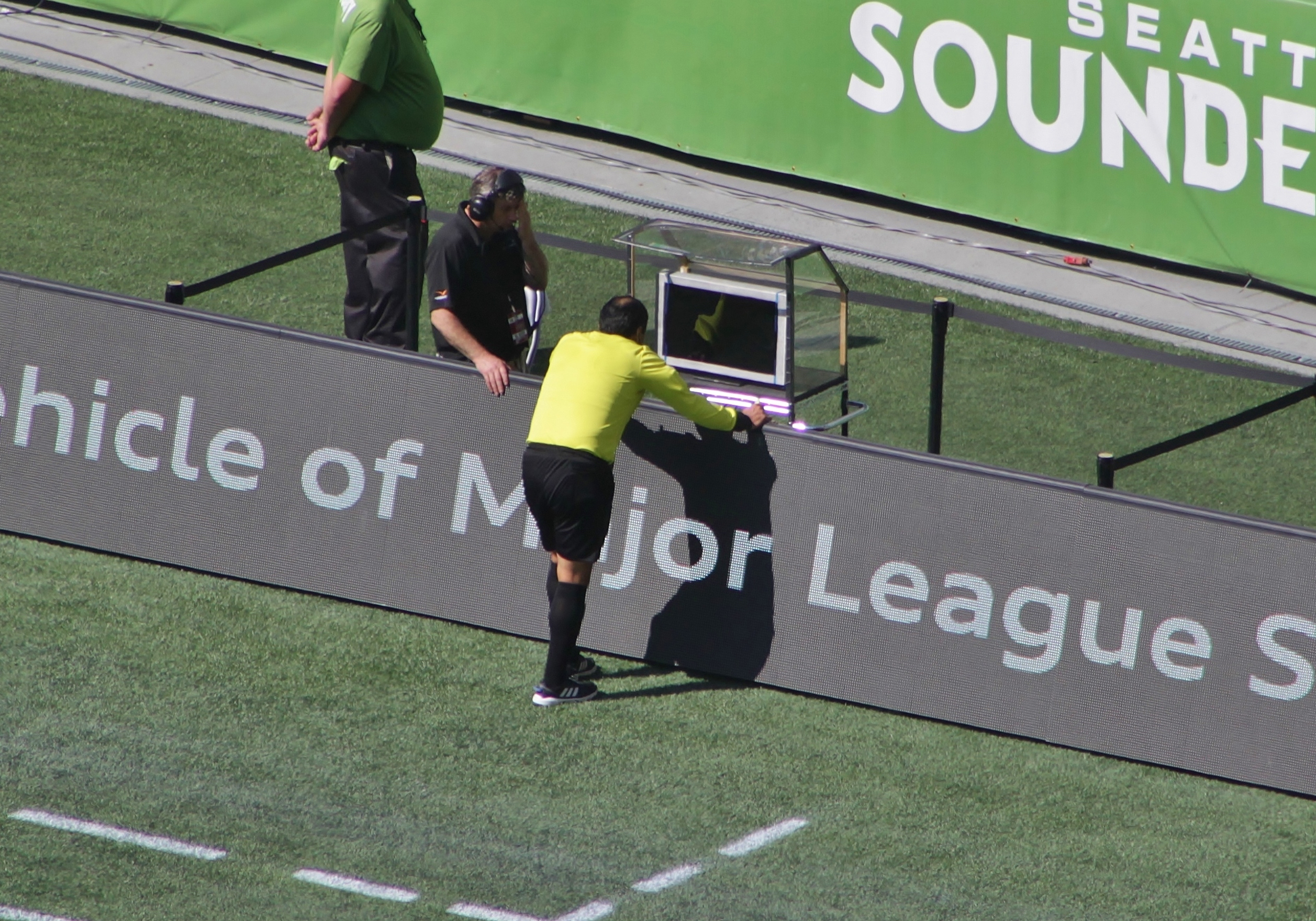
Một trọng tài tại Major League Soccer đang xem xét một tình huống bằng màn hình ở ngoài sân

Có 4 loại tình huống có thể được xem xét:
- Xác định các bàn thắng và các lỗi phạm phải trong pha tấn công, như việt vị hay phạm lỗi
- Quyết định thổi phạt đền (không áp dụng cho các lỗi khác, trừ các trường hợp bên dưới)
- Quyết định rút thẻ đỏ trực tiếp (không áp dụng cho thẻ vàng thứ hai)
- Nhầm lẫn cầu thủ trong việc rút thẻ đỏ hoặc thẻ vàng hoặc trong các tình huống khác

Tiêu chuẩn để rút lại quyết định ban đầu của trọng tài là phải có "lỗi rõ ràng".
Quy trình xem xét bắt đầu bằng việc trợ lý trọng tài video và trợ lý của tổ trợ lý trọng tài video (assistant of video assistant referee - AVAR) xem lại tình huống nghi vấn trên màn hình trong phòng điều khiển video (video operation room - VOR) với sự trợ giúp từ người điều khiển phát lại video. Việc này có thể xuất phát từ yêu cầu của trọng tài hoặc từ sự "kiểm tra" của VAR để xem có nên đưa ra khuyến nghị xem xét lại tình huống với trọng tài chính không. Nếu VAR không tìm thấy gì trong khi kiểm tra thì không cần thiết phải liên lạc với trọng tài. Nếu VAR tin rằng có thể đã có lỗi, họ sẽ liên lạc với trọng tài chính và đưa ra đánh giá này. Trọng tài sau đó có thể: (a) thay đổi quyết định theo lời khuyên của VAR hoặc (b) thực hiện xem xét hình ảnh trên sân (on-field review - OFR) bằng cách di chuyển tới một màn hình bên đường biên dọc, gọi là khu vực xem xét của trọng tài, để xem lại video qua màn hình với sự trợ giúp của trợ lý hoặc (c) giữ nguyên quyết định ban đầu và không thực hiện OFR. Trọng tài được phép dừng trận đấu để rút lại quyết định hay thực hiện OFR, trừ khi một trong hai đội đang có cơ hội tấn công tốt.
Dấu hiệu chính thức cho việc xem xét video là khi trọng tài dùng ngón trỏ vẽ một hình chữ nhật (ám chỉ màn hình). Trọng tài phải ra dấu hiệu này trước bất cứ OFR hay thay đổi quyết định nào. Các cầu thủ yêu cầu xem xét video bằng cách dùng ký hiệu hình chữ nhật quá nhiều có thể bị phạt thẻ vàng. Các cầu thủ bước vào khu vực trọng tài đang thực hiện OFR cũng có thể bị phạt thẻ vàng, và các thành viên ban huấn luyện hai đội nếu làm điều này sẽ được yêu cầu phải ra ngoài.
Các trọng tài, VAR và AVAR cần phải tuân thủ các hướng dẫn khi thực hiện xem xét video. Ví dụ, video chuyển động chậm chỉ nên được dùng cho các lỗi "tiếp xúc", như va chạm hay để bóng chạm tay. Nên sử dụng tốc độ phát thường để quyết định độ nặng của lỗi và liệu tình huống bóng chạm tay có phải cố tình hay không. Khi xem xét các bàn thắng, quyết định thổi phạt đền hay phạt thẻ đỏ khi ngăn chặn một tình huống ghi bàn rõ ràng, trọng tài cần xem xét từ thời điểm bắt đầu "giai đoạn kiểm soát tấn công", tức là từ lúc đội tấn công bắt đầu giành quyền kiểm soát bóng lần đầu hay từ lúc trận đấu được khởi đầu lại. Những tình huống khác chỉ xem xét thời điểm xảy ra tình huống.
VAR sẽ là một trọng tài đang cầm còi hoặc đã nghỉ.

### Trợ lý tổ trợ lý trọng tài video

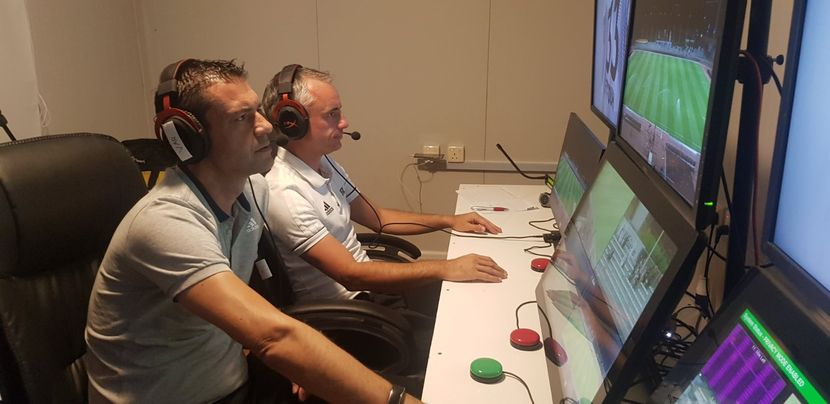
Trợ lý video trợ lý trọng tài hành động trong một trận đấu của Giải chuyên nghiệp Ả Rập Xê Út

Trợ lý của tổ trợ lý trọng tài video (AVAR) là một trọng tài đang cầm còi hoặc đã nghỉ được chỉ định để hỗ trợ VAR trong VOR. Trách nhiệm của AVAR bao gồm xem diễn biến trực tiếp trên sân trong lúc VAR đang thực hiện "kiểm tra" hoặc "xem xét", ghi chú các sự việc, và liên lạc với đơn vị phát sóng về kết quả xem xét. Trong VOR luôn luôn có VAR kèm theo một, hai hoặc ba AVAR.

## Lịch sử
VAR được ra đời từ dự án Refereeing 2.0 vào đầu những năm 2010, dưới sự chỉ đạo của Hiệp hội bóng đá Hoàng gia Hà Lan (KNVB). Hệ thống đã được thử nghiệm thông qua các buổi áp dụng thử ở mùa giải 2012–13 của giải bóng đá vô địch quốc gia Hà Lan, giải bóng đá cấp cao nhất của nước này. Vào năm 2014, KNVB gửi kiến nghị tới Hội đồng Hiệp hội Bóng đá Quốc tế (IFAB) nhằm sửa đổi luật bóng đá để cho phép hệ thống này được sử dụng trong nhiều buổi thử nghiệm hơn. IFAB đã chấp thuận các buổi thử nghiệm và kế hoạch đi tới việc áp dụng hoàn toàn trong buổi đại hội thường niên năm 2016. Lukas Brud, thư ký IFAB, cho rằng "Với những công nghệ như 4G và Wi-Fi đang được sử dụng ngày nay...chúng tôi biết rằng phải giúp các trọng tài khỏi mắc phải các sai lầm mà ai cũng có thể thấy rõ ngay lập tức", như tình huống bóng chạm tay của Thierry Henry đã khiến Ireland không thể vượt qua vòng loại giải vô địch bóng đá thế giới 2010 khi mà các trọng tài trên sân đã không ở vị trí thuận lợi để quan sát được lỗi này. Chủ tịch FIFA khi đó là Sepp Blatter, người từng kịch liệt phản đối việc giới thiệu công nghệ mới trong bóng đá, đã bị buộc phải từ chức do bê bối tham nhũng vào năm 2015, và đề xuất về VAR đã nhận được sự đón nhận nồng ấm dưới thời người kế nhiệm Gianni Infantino.
Một buổi thử nghiệm trực tiếp hệ thống VAR đã bắt đầu vào tháng 8 năm 2016 với một trận đấu United Soccer League giữa hai đội chơi tại Major League Soccer. Trọng tài Ismail Elfath đã xem xét hai tình huống lỗi trong trận và, sau khi được tư vấn từ trợ lý trọng tài video Allen Chapman, đã quyết định rút một thẻ đỏ và một thẻ vàng với mỗi tình huống. Quy trình xem xét video được giới thiệu một tháng sau đó trong một trận đấu giao hữu quốc tế giữa Pháp và Ý Một "màn hình ngoài sân" đã được đưa vào sử dụng tại giải vô địch bóng đá thế giới các câu lạc bộ 2016, cho phép các trọng tài xem lại tình huống ngay trên sân.
Giải A-League tại Úc trở thành giải thi đấu giữa câu lạc bộ chuyên nghiệp cấp cao nhất đầu tiên sử dụng hệ thống VAR vào ngày 7 tháng 4 năm 2017, trong trận đấu giữa Melbourne City và Adelaide United mặc dù VAR đã không được sử dụng tới trong trận đấu này. Lần đầu tiên VAR can thiệp vào một trận đấu bóng đá giải chuyên nghiệp là vào ngày 8 tháng 4 khi chủ nhà Wellington Phoenix tiếp đón Sydney FC. VAR đã xác định một tình huống bóng chạm tay phạm luật trong vòng cấm địa và trọng tài đã trao cho Sydney FC một quả phạt đền. Trận đấu kết thúc với tỷ số hòa 1–1. Major League Soccer tại Hoa Kỳ đã giới thiệu VAR tại các trận đấu trong mùa giải 2017 sau trận đấu MLS All-Star Game 2017 vào ngày 2 tháng 8 năm 2017. Lần đầu tiên VAR được sử dụng tới tại giải này là ở trận đấu giữa Philadelphia Union và FC Dallas; khi đó VAR đã rút lại bàn thắng của Dallas do một cầu thủ của đội này đã có va chạm với thủ môn của Philadelphia. VAR được sử dụng ở cấp độ quốc tế tại Cúp Liên đoàn các châu lục 2017 vào tháng 6; tại giải này, VAR đã nhận được đánh giá tích cực, tuy nhiên, tính hữu dụng của hệ thống này đã bị đặt dấu hỏi sau một quyết định của trọng tài trong trận đấu chung kết.
Hệ thống VAR được giới thiệu với bóng đá chuyên nghiệp châu Âu tại Bundesliga và Serie A vào đầu mùa giải 2017–18 và tại La Ligue 1 vào đầu mùa giải 2018–19. Hệ thống này cũng được sử dụng tại giải vô địch bóng đá U-20 thế giới 2017 vào tháng 10. Vào ngày 8 tháng 1 năm 2018, VAR được thử nghiệm lần đầu tiên ở Anh trong trận đấu giữa Brighton & Hove Albion và Crystal Palace tại Cúp FA 2017–18; ngày hôm sau đó nó cũng đã được thử nghiệm lần đầu ở Pháp trong trận derby Côte d'Azur tại Cúp Liên đoàn bóng đá Pháp 2017–18. Hệ thống VAR được cho là đã hoạt động tốt.
Ý đã mở trung tâm đào tạo VAR đầu tiên trên thế giới tại Coverciano vào tháng 1 năm 2018.
Vào ngày 3 tháng 3 năm 2018, IFAB đã viết VAR vào Luật bóng đá trong thời gian vĩnh viễn.
 Việc sử dụng VAR vẫn chỉ mang tính tùy chọn tại các giải đấu, và hai giải đấu là Ngoại hạng Anh và UEFA Champions League không được cho là sẽ áp dụng VAR trong mùa giải 2018–19. Tuy nhiên, chủ tịch của giải Ngoại hạng Anh là Richard Scudamore đã nói việc đưa VAR vào giải này là "không thể tránh khỏi". Vào ngày 27 tháng 9 năm 2018, UEFA công bố kể từ mùa giải UEFA Champions League 2019-20, VAR sẽ được sử dụng tại giải đấu này. Mặc dù VAR đã không được đưa vào hoạt động ở vòng đấu bảng của mùa giải 2018–19, UEFA công bố vào ngày 3 tháng 12 năm 2018 rằng VAR sẽ được sử dụng ở vòng đấu loại trực tiếp khởi tranh vào tháng 2 năm 2019.
Vào ngày 15 tháng 11 năm 2018, các đội bóng Ngoại hạng Anh đã bỏ phiếu đồng thuận đưa Trợ lý trọng tài video vào giải Ngoại hạng Anh từ mùa giải 2019/20 sau khi được IFAB và FIFA chấp thuận; cuộc bỏ phiếu này diễn ra sau vụ việc trọng tài Simon Hooper đưa ra quyết định gây tranh cãi là hủy bỏ một bàn thắng của tiền đạo Charlie Austin cho câu lạc bộ Southampton.

### Giải vô địch bóng đá thế giới 2018

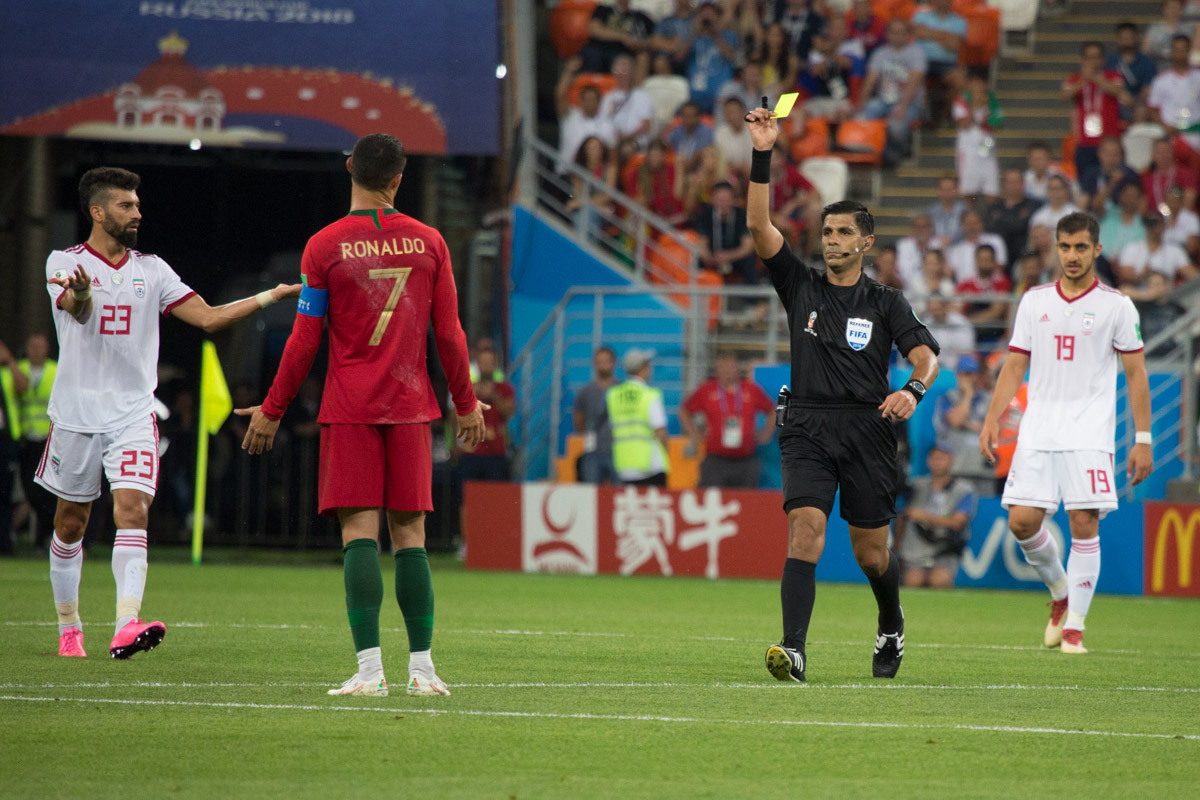
Cristiano Ronaldo (Bồ Đào Nha) bị phạt thẻ vàng sau khi trọng tài Enrique Cáceres xem xét lại tình huống va chạm của anh với cầu thủ Iran

FIFA chính thức chấp thuận việc sử dụng VAR tại Giải vô địch bóng đá thế giới 2018 trong một buổi họp của Hội đồng FIFA vào ngày 16 tháng 3 năm 2018 ở Bogotá. Đây là giải đấu đầu tiên sử dụng VAR trong suốt cả giải (tại tất cả các trận đấu và tất cả các sân đấu).
Giải vô địch bóng đá thế giới 2018 đánh dấu lần đầu tiên hệ thống này xuất hiện tại World Cup. Tổng cộng 335 tình huống đã được VAR kiểm tra trong vòng bảng, trung bình bảy tình huống mỗi trận, và 14 quyết định của các trọng tài đã được thay đổi hoặc rút lại sau khi được VAR xem xét. Theo FIFA, hệ thống VAR có tỷ lệ thành công 99,3%, chính xác hơn nhiều so với tỷ lệ quyết định đúng của trọng tài khi không có VAR là 95%. Quyết định đầu tiên nhờ VAR tại World Cup là vào trận đấu vòng bảng ngày 16 tháng 6 giữa Pháp và Úc: trọng tài Andres Cunha đã cho Pháp hưởng một quả phạt đền sau khi tham khảo VAR. Trong trận chung kết World Cup, trọng tài Néstor Pitana đã sử dụng VAR để xem xét một tình huống lỗi chạm tay trong vòng cấm địa và thổi phạt đền cho Pháp, giúp họ dẫn 2–1 trước Croatia; trận chung kết kết thúc với chiến thắng áp đảo 4–2 cho Pháp.
Việc sử dụng VAR được coi là giúp cho giải đấu năm 2018 trở thành kỳ World Cup ít tiêu cực nhất kể từ năm 1986, sau khi không có thẻ vàng nào được rút ra trong 11 trận đấu đầu tiên và chỉ có bốn cầu thủ phải rời sân trong cả giải đấu, con số ít nhất kể từ năm 1978. 22 bàn thắng đã được ghi từ 29 quả phạt đền được trao, con số đánh bại kỷ lục 17 quả phạt đền tại World Cup 1998; sự tăng lên đột biến số quả phạt đền tại World Cup 2018 được cho là nhờ hệ thống VAR đã giúp phát hiện các pha phạm lỗi khó nhận biết. Giám đốc kỹ thuật David Elleray của Hội đồng Hiệp hội Bóng đá Quốc tế cho rằng sự hiện diện của VAR khiến các cầu thủ biết rằng mình sẽ không thể thoát được bất cứ lỗi nào dưới hệ thống mới này.

## Nhận định

### Ủng hộ
Các ý kiến ủng hộ cho rằng nên sớm áp dụng VAR tại nhiều giải đấu để đảm bảo tính công bằng và chính xác trong bóng đá, khi mà trước đây các tình huống nhạy cảm đã gây ra quá nhiều tranh cãi trong các trận đấu lớn.

### Phản đối
Các ý kiến phản đối cho rằng áp dụng VAR lúc này là quá sớm vì nó đang "giết chết" cảm xúc tự nhiên của bóng đá, đó là các phản ứng của cầu thủ, khán giả khi trọng tài đưa ra một quyết định mang tính tranh cãi và sẽ còn được nhắc lại về sau.
| “                 | Thật chán ngắt. Bóng đá mất đi những cảm xúc. Nếu đưa ra quyết định ngay lập tức, tốt thôi. Nhưng phải 3, 4 phút sau trọng tài mới đưa ra quyết định thì đó là chuyện kỳ lạ. | ” |
| — Zinedine Zidane | |   |

Ngoài ra, VAR còn gây đảo lộn cảm xúc với những pha ăn mừng "hụt", hoặc phải kìm nén cảm xúc và hồi hộp khi chờ trọng tài chính ra quyết định sau cùng. Nó còn gây ra áp lực tâm lý rất lớn đối với các cầu thủ trên sân, họ không còn là chính mình khi biết rằng mình đang bị "theo dõi" trên sân nên từ đó cũng dè dặt trong các pha bóng, trận đấu sẽ trở nên kém hấp dẫn, ít mang tính cống hiến hơn trong mắt người hâm mộ.
Ngay cả với các trọng tài, có những tình huống không khó mà các trợ lý trọng tài cũng không dám quyết định ngay vì phải chờ quyết định của VAR. Sự ỷ lại, phụ thuộc vào VAR khiến cho trợ lý trọng tài trở nên lười biếng, không dũng cảm trong việc đưa ra quyết định của mình.

### Chỉ trích
Nhiều tình huống, sau khi thông qua xem xét từ VAR, đã dẫn đến nhiều quyết định gây tranh cãi, thậm chí còn gây nên những sai sót, tạo ra nhiều bức xúc từ các cầu thủ và huấn luyện viên.
| “                                                                                                 | Với các trọng tài được hỗ trợ bởi công nghệ thậm chí còn gây nhiều tranh cãi hơn. Tôi đã nói nhiều lần tôi có một danh sách rất dài về những quyết định tranh cãi của VAR. Mỗi cuối tuần là một mớ hổ lốn lớn. Trong các trận khác, đó cũng là một mớ hỗn độn. | ” |
| — Huấn luyên viên Pep Guardiola (Manchester City) nói về những sai sót của VAR tại Ngoại hạng Anh | |   |

### Ý kiến khác
Nhiều ý kiến khác cho rằng VAR dù sao cũng chỉ là trợ lý trọng tài, tức quyền quyết định sau cùng vẫn thuộc về trọng tài trên sân. Việc sử dụng VAR hay không đều do trọng tài trên sân yêu cầu, do đó nếu có áp dụng VAR vào các trận bóng thì điều đó không có nghĩa là không có sai sót. Kể cả có VAR hay không thì yếu tố quan trọng nhất vẫn là năng lực trọng tài trên sân. Vì thế không nên ỷ lại quá nhiều vào VAR, trọng tâm vẫn là phải nâng cao năng lực của các trọng tài - những người đưa ra quyết định cuối cùng.

## Các giải đấu sử dụng VAR

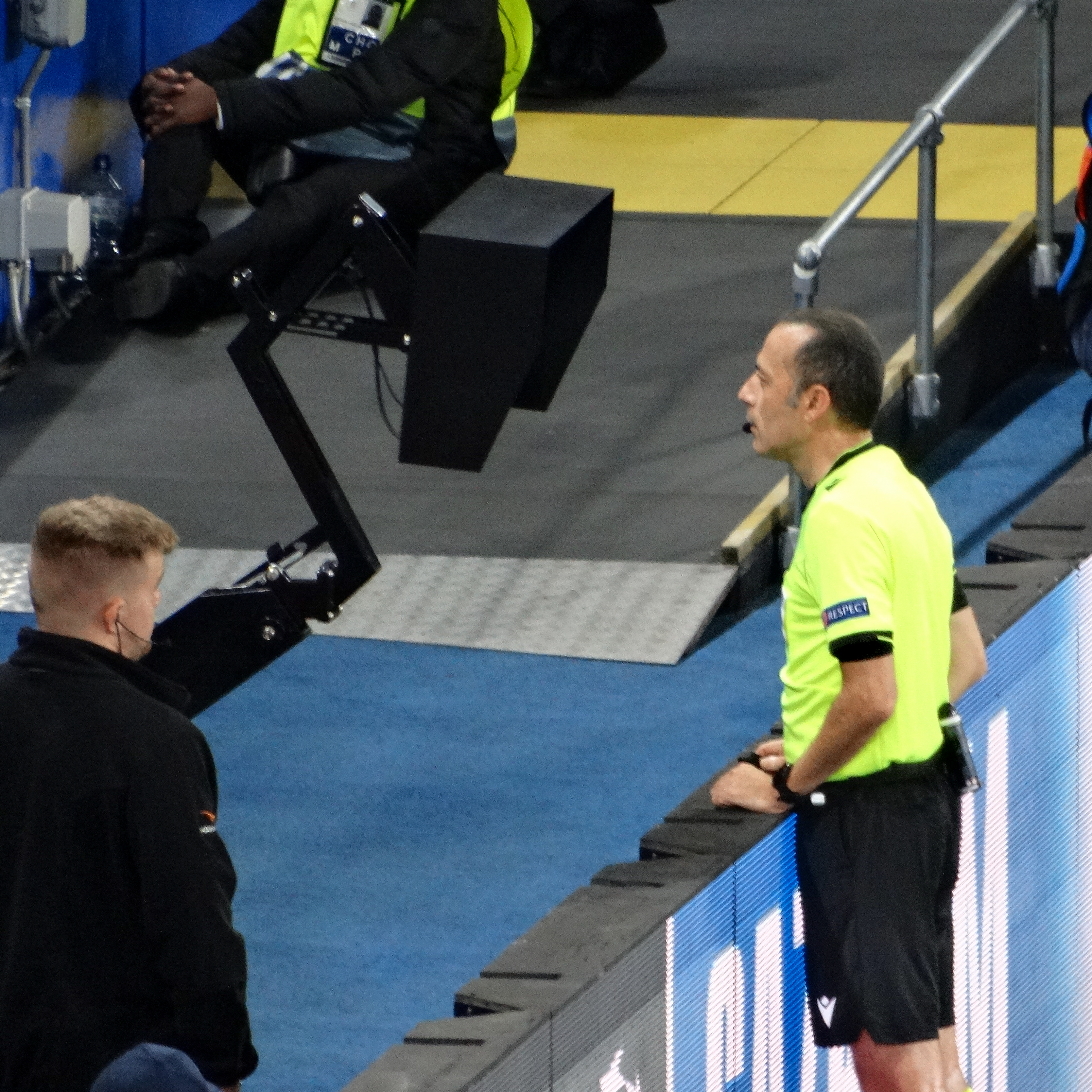
VAR được sử dụng ở vòng bảng UEFA Champions League vào năm 2019

Các giải đấu có các trận đấu sử dụng VAR là các trận đấu "trực tiếp", tức là tổ VAR liên lạc với trọng tài ngay trên sân và do đó có thể có ảnh hưởng đến quyết định của trọng tài.

### Các giải đấu cấp câu lạc bộ

#### Giải quốc gia
- First Division (2020)
- A-League
- Division 1A
- Brasileirão
- Brasileirão Feminino A1 [a]
- Giải bóng đá vô địch quốc gia Bulgaria [b]
- Giải bóng đá vô địch quốc gia Chile[51]
- Chinese Super League
- Categoría Primera A[c]
- Prva HNL
- Czech First League
- Giải bóng đá vô địch quốc gia Đan Mạch[d]
- Giải bóng đá Ngoại hạng Ai Cập
- Premier League
- Ligue 1
- Bundesliga
- 2. Bundesliga
- Super League Greece
- Persian Gulf Pro League
- Giải bóng đá Ngoại hạng Israel
- Serie A
- Serie B[e]
- J1 League
- Liga MX
- Botola
- Eredivisie
- Giải bóng đá vô địch quốc gia Paraguay
- Liga 1[f]
- Ekstraklasa[g]
- Primeira Liga
- Qatar Stars League
- Russian Premier League
- Saudi Professional League
- Giải bóng đá vô địch quốc gia Serbia [h]
- K League 1
- K League 2
- Fortuna liga[i]
- La Liga
- Segunda División
- Swiss Super League
- Thai League 1
- Süper Lig
- UAE Pro League
- Ukrainian Premier League
- Giải bóng đá hạng nhất quốc gia Ukraine
- Major League Soccer
- Giải bóng đá vô địch quốc gia Uruguay
- V.League 1[j]
- Singapore Premier League[k]

#### Cúp quốc gia
- Copa do Brasil [l][54]
- Cúp FA [m][55][56]
- Cúp EFL [n][57]
- FA Community Shield[58]
- Coupe de France [o]
- Trophée des Champions
- DFB-Pokal [p][59]
- DFL-Supercup[60]
- Greek Football Cup [q]
- Coppa Italia [r][61]
- Supercoppa Italiana[62]
- Cúp Hoàng đế [s]
- Moroccan Throne Cup [t]
- Polish Cup[u]
- Polish SuperCup[v]
- Russian Cup [w]
- Russian Super Cup
- Copa del Rey [x][63]
- Supercopa de España[64]
- Ukrainian Cup
- Siêu cúp bóng đá Việt Nam
- Cúp Quốc gia Việt Nam

#### Lục địa
- AFC Champions League[y]
- CAF Champions League[y]
- CAF Super Cup
- CONCACAF Champions League[i]
- CONMEBOL Libertadores[z]
- CONMEBOL Sudamericana[aa]
- CONMEBOL Recopa[65]
- UEFA Champions League[ab]
- UEFA Europa League[ac][66]
- UEFA Europa Conference League [f] (từ vòng loại trực tiếp)
- UEFA Super Cup[67]
- UEFA Women's Champions League[f][68]

#### Quốc tế

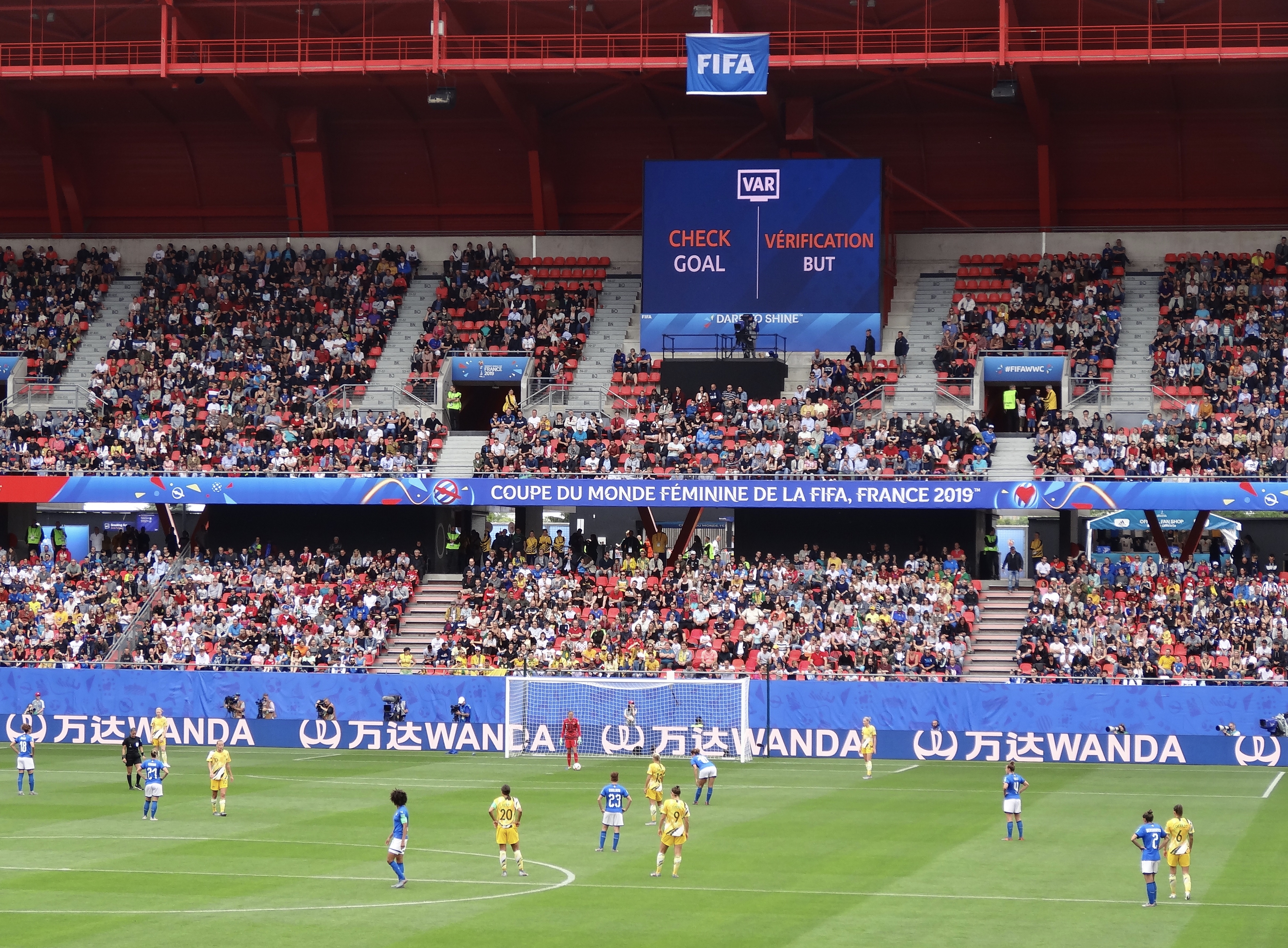
VAR được sử dụng tại FIFA Women's World Cup 2019 ở Pháp.

- FIFA Club World Cup

### Các giải đấu cấp đội tuyển quốc gia

#### Lục địa
- AFC Asian Cup[ad]
- AFC Women's Asian Cup (từ vòng tứ kết)
- Africa Cup of Nations[ad]
- CONCACAF Gold Cup[i][69]
- CONCACAF Nations League[i][70]
- Copa América
- UEFA Euro[i]
- UEFA European Under-21 Championship[71]
- UEFA Nations League[ae]
- UEFA Women's Championship
- African Nations Championship

#### Quốc tế
- FIFA World Cup
- FIFA Confederations Cup (Đã bãi bỏ vào năm 2019)
- FIFA Arab Cup
- FIFA Women's World Cup
- FIFA U-20 World Cup
- FIFA U-17 World Cup
- FIFA U-20 Women's World Cup
- FIFA U-17 Women's World Cup
- Bóng đá tại Thế vận hội Mùa hè